# Chiribiri
La Autocostruzioni Chiribiri è stata un'azienda aeronautica e casa automobilistica attiva a Torino dal 1911 al 1928.

## Storia

### I velivoli

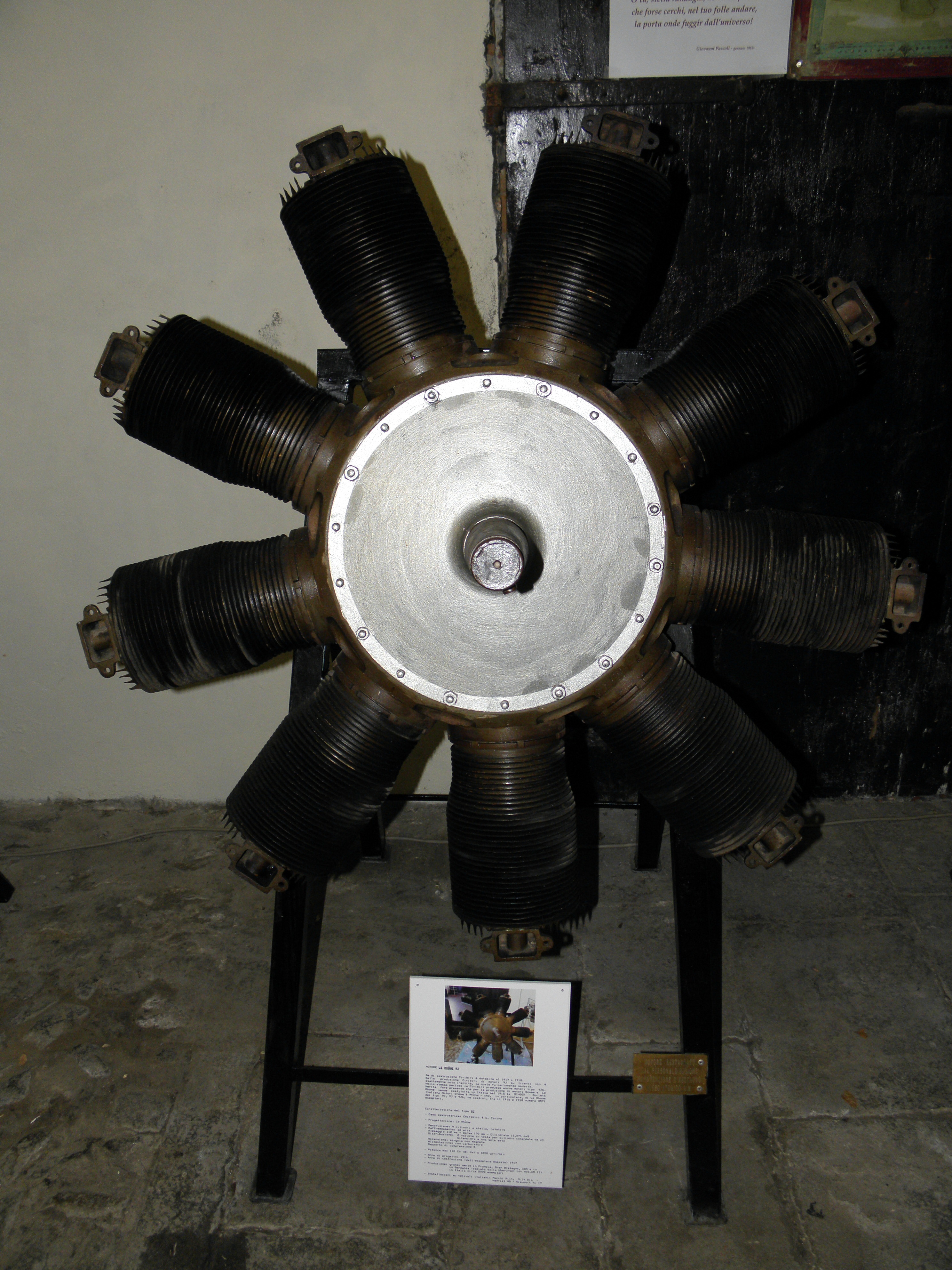
Il motore rotativo Le Rhône 9J di produzione Chiribiri in esposizione al Museo dell'aria e dello spazio di San Pelagio (Due Carrare).

Fondata nel quartiere di Borgo San Paolo il 23 settembre 1911 dal veneziano Antonio Chiribiri, insieme al pilota collaudatore Maurizio Ramassotto ed all'ingegnere Gaudenzio Verga con la ragione sociale Fabbrica Torinese Velivoli Chiribiri & C., la ditta fu impegnata da principio nella produzione di pezzi di ricambio per l'industria aeronautica; in seguito raggiunse una notevole espansione durante i suoi primi anni di vita grazie all'affidabilità ed alle prestazioni dei propulsori prodotti su licenza della società francese Gnome et Rhône che, negli anni del primo conflitto mondiale, le varranno importanti commesse militari per la manutenzione dei motori aeronautici.
Poco prima della guerra, la Chiribiri aveva ideato e costruito un prototipo d'aereo monoplano, una realizzazione particolarmente ardita per l'epoca. Peraltro, si trattava del primo aeroplano interamente costruito in Italia e da una sola azienda.
Collaudato dallo stesso Antonio Chiribiri, che in precedenza mai aveva pilotato un aereo, il monoplano si schiantò al primo decollo. Il temerario inventore veneziano rimase incolume e, qualche mese più tardi, decise di realizzare un aereo a decollo verticale che, peraltro, subì la medesima sorte del precedente.
In tutto furono 15 i monoplani costruiti dalla Chiribiri dal 1912 al 1913, prima di dedicarsi definitivamente alle autovetture, suddivisibili nei modelli Tipo 45 HP, Tipo 50 HP, Tipo 80 HP e Tipo Corsa.

### Le automobili
Nel 1914 il conte Gustavo Brunetta d'Usseaux, facoltoso proprietario terriero, desideroso di entrare nella nascente industria automobilistica, propose a Chiribiri una società per realizzare una autovettura economica da produrre in cento esemplari con la denominazione Siva, dal nome della divinità indiana.
Mentre i lavori del prototipo Siva 8-10 HP erano in fase di ultimazione, il nobiluomo torinese venne travolto dai debiti di gioco e si ritirò dall'impresa. Allo scopo di dare un senso all'enorme lavoro svolto, Chiribiri decise di rilevare la società e proseguire da solo nello sviluppo dell'automobile, investendo nella nuova attività i profitti ottenuti dalle commesse belliche.
Sulla base di quel riuscito prototipo, ne fu approntato un secondo dalle caratteristiche migliorate, denominato Tipo II, che venne prodotto e venduto per tutta la durata del conflitto, in pochi esemplari continuamente evoluti, contribuendo non poco ad affinare nella pratica le futuristiche idee di Chiribiri. Altre risorse economiche furono racimolate vendendo all'ingegnere Alfredo Gallanzi i diritti per produrre su licenza la Tipo II, accordo che diede vita alla casa automobilistica milanese Ardita.
Al Salone di Parigi del 1919, venne presentata la vetturetta 12 HP che riscosse un incoraggiante successo e rimase in produzione, con poche varianti, fino al 1922. Equipaggiata con un motore 4 cilindri in linea di 1.593 cm³ in grado di erogare 19 CV a 2.200 giri/min, l'auto vantava la trasmissione cardanica sulle ruote posteriori, dove era anche posizionato il differenziale, in blocco con il cambio a quattro marce più retromarcia. L'originale disposizione degli organi meccanici costituiva una sorta di embrionale schema transaxle, particolarmente efficace e decisamente in anticipo sui tempi. La carrozzeria era del tipo torpedo a 4 posti.

### Deo, Ada e Nivola
Gli anni venti videro la costruzione di vetture sportive all'avanguardia della produzione mondiale, come la Roma 5000 o la Monza Tipo Spinto, che conseguirono importanti risultati con vari record di velocità e molte vittorie in competizioni quali la Cuneo - Colle della Maddalena, la Aosta - Gran San Bernardo, il "Gran Premio Vetturette" che si svolse al nuovo Autodromo di Monza e la prestigiosa Susa - Moncenisio del 1922, dove le quattro vetture schierate dalla Chiribiri conquistano le prime quattro posizioni.
La squadra corse era piuttosto "fatta in casa" avendo in organico il collaudatore Ramassotto e due figli del fondatore, Ada e Deo Chiribiri, quest'ultimo dimostratosi pilota di grande valore.
Particolarmente gelosa dei propri segreti tecnici, la Chiribiri era piuttosto restìa ad ingaggiare piloti estranei all'azienda, eccezion fatta per un giovane pilota destinato a diventare frai più importanti di tutti i tempi, Tazio Nuvolari, che gareggiò per la casa torinese nelle stagioni 1923 e 1924.

### Il record sul chilometro lanciato con la "Tipo Ada"

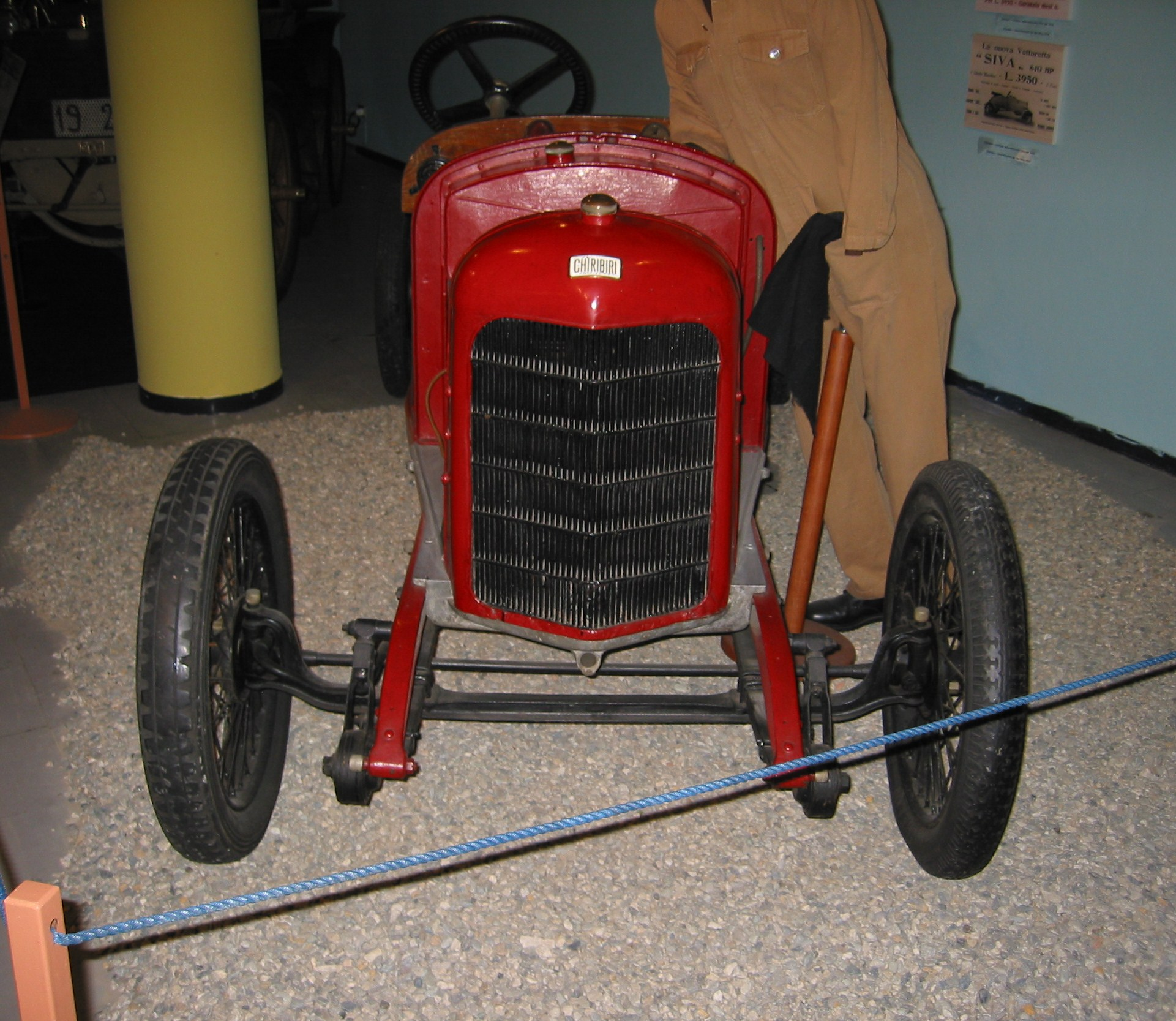
Autotelaio di una "Tipo Monza" del 1924

Particolarmente sofferta fu la conquista del prestigioso record di velocità sul chilometro lanciato che ebbe anche risvolti comici. La prova per battere il primato per la categoria fino a 1.500 cm³ venne fissata a Milano, l'8 febbraio 1923, sul lungo rettilineo che congiunge il capoluogo lombardo a Monza, con lo scopo di dimostrare le prestazioni del nuovo modello di imminente produzione.
Deo Chiribiri si presentò alla guida della Tipo Ada, così denominata per sfruttare la fama che la sorella aveva conquistata sulla stampa sportiva. La vettura da record era opportunamente modificata rispetto alla futura produzione di serie, per ridurre gli attriti aerodinamici e di rotolamento. In buona sostanza, le varianti consistevano nell'eliminazione dei parafanghi e nella sostituzione dei normali pneumatici con speciali tubolari prodotti dalla Pirelli, simili ai Palmer montati sulle bici da corsa.
Le buone condizioni atmosferiche ed il perfetto funzionamento della vettura fecero sperare a Deo di raggiungere, davanti ai cronometristi ufficiali, un risultato superiore a quello ottenuto durante le prove dei giorni precedenti, già migliorativi del record da battere. Tuttavia, smentendo le previsioni di Antonio e Deo Chiribiri, i cronometri misuravano velocità poco sotto i 150 km/h e di gran lunga inferiori alle aspettative. Dopo ripetuti tentativi, la prova venne conclusa con un nulla di fatto.
Antonio Chiribiri non era certo un uomo arrendevole e rimase a lungo sul luogo della prova per cercare di capire l'inghippo, sicuro com'era del buon funzionamento della sua automobile. A notte ormai fonda, decise di misurare il tratto cronometrato, scoprendo che i testimoni erano stati erroneamente posti ad una distanza di 1.100 metri.
Richiamati i cronometristi, il giorno seguente il record venne omologato alla velocità di 162,963 km/h. Per avere un riferimento del risultato, si pensi che negli stessi giorni anche l'Alfa Romeo e la Diatto, rispettivamente pilotate da Alberto Ascari e Alfieri Maserati, avevano tentato di battere il record sul chilometro lanciato, per la categoria fino a 3.000 cm³, entrambe ottenendo velocità inferiori ai 157 km/h. Tale risultato e l'eco che ebbe sulla stampa, fece decidere Antonio Chiribiri di mutare la denominazione del nuovo modello Tipo Ada in Tipo Monza.

### Il tentativo di espansione
Dato il prestigio guadagnato dalla marca, nel 1924 Antonio Chiribiri pensò di allargare la produzione anche a modelli non prettamente sportivi che potessero interessare una clientela meno esigente in fatto di prestazioni e realizzò il modello Milano. Si trattava, sostanzialmente, di una modifica del modello Monza, carrozzato torpedo a 4 o 6 posti e dotato di un motore più semplice, con valvole laterali e albero nel basamento. Il mutato corso industriale venne sottolineato, nel 1925, con la nuova ragione sociale Società Anonima Autocostruzioni Chiribiri.
La giovane azienda torinese era ormai famosa in tutta Europa per i suoi modelli sportivi che potevano competere con quelli di case ben più grandi, ma la straordinaria inventiva di Antonio Chiribiri e la grinta corsaiola del figlio Deo, poco servivano in un settore dove le quote minime di produzione, determinanti per la sopravvivenza, erano decise dalla capacità di industrializzazione, dal prezzo e dall'adeguata promozione pubblicitaria del prodotto.
La necessità di contenere i costi per ottenere un competitivo prezzo di vendita, tolse alla Chiribiri la sua arma migliore, ovvero le originali e costose innovazioni tecnologiche delle sue automobili, ritrovandosi sul mercato con un prodotto di onesta fattura che si confrontava con molti altri modelli analoghi per prestazioni e prezzo, i quali erano però supportati da migliori campagne pubblicitarie e da una già fitta rete di assistenza.
La Milano non riscosse il successo sperato ed i forti investimenti per ampliare gli opifici e assumere nuove maestranze, gravarono pesantemente sul bilancio della piccola Chiribiri.

### La reazione
Per superare il periodo di stallo, l'azienda mise in campo tutte le sue risorse umane e tecniche. I vuoti produttivi vennero colmati con la costruzione di motori sfusi e locomotori ferroviari, il che riportò una piena operatività, ma anche una certa confusione nelle linee di produzione.
In campo sportivo, il vulcanico Antonio realizzò la strabiliante Monza Tipo Corsa, dotata di motore bialbero a valvole in testa e compressore volumetrico; soluzione che anticipava di ben tre anni la famosa Alfa Romeo 1500 Super Sport.
Dal canto suo, Deo ebbe l'idea di promuovere l'immagine della Milano puntando sulla qualità e robustezza del modello. Dopo aver informato preventivamente la stampa specializzata, organizzò il raid Torino - Roma che, in realtà, fu una sorta di lungo giro d'Italia, con un tragitto di oltre 3.500 chilometri, percorsi ad una velocità media superiore ai 40 km/h, considerevole per le strade dell'epoca, senza subire alcuna rottura.
L'impresa, portata a termine da Deo e Luigi Rigat in 85 ore consecutive di marcia, comprese tra il 15 e il 18 aprile 1926, ebbe l'effetto di dimostrare l'affidabilità della "Milano" che, in pochi mesi divenne, uno dei modelli più acquistati dai taxisti, risollevando parzialmente le vendite. Per quella neonata categoria di artigiani, venne approntata una versione taxi, carrozzata landaulet con cabina a cinque luci e quattro posti passeggeri, venduta con l'agevolazione del pagamento rateale in 12 mesi.
Tragica fu, invece, la partecipazione al 1º Gran Premio di Germania, disputatosi sul circuito dell'AVUS l'11 luglio 1926. Durante le prove la "Monza Tipo Corsa" uscì di pista a velocità elevata, causando il ferimento del pilota Gigi Platé e la morte del meccanico Enrico Piroli, abituale coéquiper di Ada e Deo Chiribiri.

### La fine
Né le vittorie sportive, né il raid dimostrativo e neppure l'ingresso di nuovi capitali portati dal socio Gaudenzio Verga, riuscirono a salvare la Chiribiri dalle ferree leggi del mercato. La crisi industriale del 1927, che precedette di un paio d'anni la grande depressione mondiale, innescata dal giovedì nero di Wall Street, diedero il colpo di grazia alla malferma salute finanziaria della Chiribiri. L'azienda torinese che nell'anno precedente lavorava a pieno ritmo, occupando 200 persone, si vide costretta a chiudere i battenti il 3 settembre 1928. Gli stabilimenti furono rilevati dalla Lancia e l'archivio tecnico della Chiribiri fu preso in custodia da Verga. Poche settimane dopo la morte di Antonio Chiribiri, avvenuta il 19 aprile 1943, il bombardamento di Torino del 13 luglio rase al suolo la residenza di Verga, distruggendo completamente l'archivio aziendale.

## Modelli Prodotti

### Aerei
| Modello             | Tipo 45 HP | Tipo 50 HP | Tipo 80 HP | Tipo Corsa |
| ------------------- | ---------- | ---------- | ---------- | ---------- |
| Anni di produzione  | 1912       | 1913       | 1913       | 1913       |
| Lunghezza m         | 7,00       | 7,00       | 7,80       | 7,50       |
| Larghezza m         | 9,00       | 9,00       | 12,10      | 9,30       |
| Superficie alare m² | 19         | 19         | 24         | 21         |
| Peso kg             | 270        | 310        | 350        | 270        |
| Potenza hp          | 45         | 50         | 80         | 60         |
| Velocità max km/h   | 70         | 90         | 105        | 165        |

### Autovetture
| Modello             | Siva 8-10 HP          | Tipo II                    | 12 HP                     | Roma 5000                 | Monza                     | Monza Tipo Spinto         | Monza Corsa             | Milano                    |
| ------------------- | --------------------- | -------------------------- | ------------------------- | ------------------------- | ------------------------- | ------------------------- | ----------------------- | ------------------------- |
| Anni di produzione  | 1914                  | 1915-17                    | 1919-22                   | 1922-23                   | 1923-25                   | 1925-27                   | 1925-27                 | 1924-28                   |
| Motore              | 4 cilindri in linea   | 4 cilindri in linea        | 4 cilindri in linea       | 4 cilindri in linea       | 4 cilindri in linea       | 4 cilindri in linea       | 4 cilindri in linea     | 4 cilindri in linea       |
| Cilindrata cm³      | 1.108                 | 1.325                      | 1.593                     | 1.499                     | 1.486                     | 1.486                     | 1.486                   | 1.486                     |
| Alesaggio mm        | 60                    | 66                         | 65                        | 65                        | 65                        | 65                        | 65                      | 65                        |
| Corsa mm            | 98                    | 98                         | 120                       | 113                       | 112                       | 112                       | 112                     | 112                       |
| Potenza (hp)        | 10                    | 12                         | 19                        | 25-30                     | 45                        | 65                        | 93                      | 20                        |
| Giri/minuto         | 1.950                 | 2.000                      | 2.200                     | 3.200                     | 3.500                     | 5.000                     | 5.700                   | 3.000                     |
| Distribuzione       | monoalbero nel blocco | monoalbero nel blocco      | monoalbero nel blocco     | monoalbero nel blocco     | bialbero in testa         | bialbero in testa         | bialbero in testa       | monoalbero nel blocco     |
| Valvole             | laterali              | laterali                   | laterali                  | laterali                  | in testa                  | in testa                  | in testa                | laterali                  |
| Differenziale       |                       |                            | posteriore                | posteriore                | posteriore                | posteriore                | posteriore              | posteriore                |
| Cambio              | train baladeur        | train baladeur             | train baladeur posteriore | train baladeur posteriore | train baladeur posteriore | train baladeur posteriore |                         | train baladeur posteriore |
| Rapporti            | 3+ RM                 | 3+ RM                      | 4+ RM                     | 4+ RM                     | 4+ RM                     | 4 + RM                    | 4+ RM                   | 4 + RM                    |
| Trasmissione finale | cardano               | cardano                    | cardano                   | cardano                   | cardano                   | cardano                   | cardano                 | cardano                   |
| Freni posteriori    | assenti               | assenti                    | assenti                   | assenti                   | tamburo                   | tamburo                   | tamburo                 | tamburo                   |
| Freni anteriori     | tamburo               | tamburo                    | tamburo                   | tamburo                   | tamburo                   | tamburo                   | tamburo                 | tamburo                   |
| Passo mm            | 2.400                 | 2.450                      | 2.600                     | 2.600                     | 2.600                     | 2.430                     | 2.430                   | 2.600                     |
| Note                | prototipo             | piccola serie di prototipi | -                         | -                         | -                         | -                         | compressore volumetrico | -                         |